# José Leiva
José Eduardo Leiva Rojas (El Tejar, El Guarco, 29 de agosto de 1992) es un futbolista costarricense. Juega como mediocampista mixto o de contención y de defensa central o lateral, su actual equipo es el Puntarenas FC de la Primera División de Costa Rica.

## Trayectoria
José Leiva es originario de El Tejar del cantón de El Guarco. Inició su carrera deportiva en las divisiones menores del Club Sport Cartaginés en el 2007, a sus 15 años.
Hizo su debut en la Primera División el 31 de octubre del 2012, en encuentro del equipo blanquiazul contra la Asociación Deportiva San Carlos, con resultado de empate 0 a 0 de local.
En el 2013, fue cedido a préstamo por un torneo a la Asociación Deportiva Turrialba de la Segunda División, para regresar al primer equipo del Cartaginés en el Verano 2014. El día 2 de agosto de 2015 marca su primer gol en Primera División contra el equipo de Limón F.C.; esto por el campeonato nacional.

### Clubes
| Club                                      | País       | Año             |
| ----------------------------------------- | ---------- | --------------- |
| Club Sport Cartaginés                     | Costa Rica | 2012-2013       |
| Asociación Deportiva Turrialba (Préstamo) | Costa Rica | 2013            |
| Club Sport Cartaginés                     | Costa Rica | 2014-2018       |
| UCR Fútbol Club                           | Costa Rica | 2019-actualidad |